# Нам Юн Су
Нам Юн Су (кор. 남윤수; род.14 июля 1997 года, Намъянджу, Республика Корея) — южнокорейский актёр и модель наиболее известный своими ролями в оригинальном драматическом сериале Netflix «Дополнительные занятия» (2020), а также в дорамах tvN «Центр послеродового ухода» (2020), JTBC «Монстр» (2021) и KBS2 «Любовь короля» (2021).

## Биография
Нам дебютировал в качестве модели в 2014 году и дебютировал в качестве актёра в музыкальных клипах в 2014 и 2015 годах.
В 2018 году Нам официально дебютировал в качестве актёра в дораме MBC every1 «4 дома», и в том же году он появился в веб-дораме «Наши безбашенные 19».
В 2019 году Нам снялся в веб-дораме «Повторное ощущение» и принял участие в веб-дораме «Я не робот!».
В 2020 году Нам Юн Су появился в веб-дораме «Температура языка: Наши девятнадцать лет». Позже работал над сериалом Netflix «Дополнительные занятия», что привело к его признанию, и он был номинирован на звание лучшего нового актёра на телевидении на 57-й премии Baeksang Arts Awards. Затем снялся в короткометражном фильме «Живи своей силой» с Пэ Су Джи, а затем появилась в драме tvN «Центр послеродового ухода».
В 2021 году Нам присоединился к M Countdown от Mnet в качестве ведущего вместе с Чо Миён из (G)I-DLE. Затем снялся в дораме «Монстр», премьера которой состоялась на канале JTBC. Также снялся в дораме KBS2 «Любовь короля».
В 2022 году Нам появился в драме SBS «Сегодняшний вебтун» вместе с Ким Се Чжон и Чхве Даниэлем, премьера которой состоялась в июле.
В 2024 году выйдет сериал «Любовь в большом городе», в котором Нам Юн Су сыграет Го Ёна, писателя-гея из Сеула, который борется с ВИЧ.

## Фильмография
| Год  |     | Русское название                         | Оригинальное название      | Роль        |
| ---- | --- | ---------------------------------------- | -------------------------- | ----------- |
| 2018 | с   | 4 дома                                   | 4 가지 하우스              | Джун Ха     |
| 2018 | вс  | Наши безбашенные 19                      | 하지 말라면 더 하고 19     | Ли Гём      |
| 2019 | вс  | Повторное ощущение                       | 리필                       | Ли Гём      |
| 2019 | вс  | Я не робот!                              | 로봇이 아니야              | Чон Сон Юн  |
| 2020 | кор | Живи своей силой                         | Live Your Strength         | Тэ Мин      |
| 2020 | с   | Центр послеродового ухода                | 산후조리원                 | Ха Гён Хун  |
| 2020 | вс  | Температура языка: Наши девятнадцать лет | 언어의 온도: 우리의 열아홉 | Ли Чан Соль |
| 2020 | вс  | Дополнительные занятия                   | 인간수업                   | Квак Ки Тэ  |
| 2021 | с   | Монстр                                   | 괴물                       | О Джи Хун   |
| 2021 | с   | Любовь короля                            | 산후조리원                 | Ли Хён      |
| 2022 | с   | Сегодняшний вебтун                       | 오늘의 웹툰                | Гу Джун Ён  |
| 2023 | ф   | Родственная душа                         | 소울메이트                 | Ки Хун      |
| 2024 | вс  | Заимствованное тело                      | 빌린 몸                    | Ли Сан Ю    |
| 2024 | с   | Любовь в большом городе                  | 대도시의 사랑법            | Го Ён       |

### Телешоу
| Год       | Название    | Роль      | Примечания            | Источник |
| --------- | ----------- | --------- | --------------------- | -------- |
| 2021-2023 | M Countdown | Соведущий | с Чо Миён из (G)I-DLE | [ 12 ]   |

### Клипы
| Год  | Название песни            | Исполнитель          | Источник |
| ---- | ------------------------- | -------------------- | -------- |
| 2015 | «Dot»                     | Brother Su ft. Lovey |          |
| 2015 | «Yell»                    | Standing Egg         |          |
| 2015 | «Still There, Still Here» | Lucid Fall           |          |
| 2016 | «Old School»              | Юн Чжон Син          |          |
| 2016 | «I’m Full»                | Ли Джин А            |          |
| 2017 | «Be There»                | Cheeze               |          |
| 2017 | «Random»                  | Ли Джин А            |          |
| 2018 | «Lost Time»               | Rothy                |          |
| 2018 | «First Love»              | Epitone Project      |          |
| 2019 | «Right»                   | Brown Eyed Soul      |          |
| 2020 | «I Still Love You A Lot»  | Пэк Джи Ён           |          |
| 2021 | «When Dawn Comes Again»   | Colde ft. Бэкхён     | [ 13 ]   |

## Награды и номинации
| Награда                  | Год  | Категория                      | Номинант               | Резкультат | Источник             |
| ------------------------ | ---- | ------------------------------ | ---------------------- | ---------- | -------------------- |
| Asia Model Awards        | 2021 | Премия «Звезда модели»         | Любовь короля          | Победа     | [ 14 ]               |
| Baeksang Arts Awards     | 2021 | Лучший новый актёр телевидения | Дополнительные занятия | Номинация  | [ 15 ] [ 16 ] [ 17 ] |
| Brand of the Year Awards | 2021 | Лучший новый актёр             | Нам Юн Су              | Номинация  |                      |
| KBS Drama Awards         | 2021 | Лучший новый актёр             | Любовь короля          | Номинация  | [ 18 ]               |